# 안드리스 케이슈
안드리스 케이슈(라트비아어: Andris Keišs, 1974년 11월 26일 ~ )는 라트비아의 배우이다.